# Agitador

Esquema agitador tipus "Rashton", força emprat per la indústria química.

Un agitador és qualsevol dispositiu o màquina destinada a assolir l'homogeneïtat d'un medi (en termes d'homogeneïtzació dels components del medi i / o de la temperatura). Hi ha diferents tipus d'agitador d'acord amb el medi, de la configuració de la unitat i l'efecte desitjat. Al laboratori un agitador pot ser tant simple com una vareta, una barra de vidre, que pot agitar una solució en un matràs. El seu ús pot ser substituït per una barra magnètica en combinació amb un graella calefactora.
En enginyeria química l'agitació és una part important del procés de disseny des del punt de vista de l'optimització de la seguretat. La indústria química ha desenvolupat una gran quantitat d'agitadors per satisfer les seves diferents necessitats. Els agitadors industrials consten d'un motor, d'un eix, d'un remenador (l'agitador pròpiament dit) i d'un recipient.
El motor acostuma d'ésser un motor elèctric que sol tenir acoblat un reductor o multiplicador de velocitat. L'eix gairebé sempre és de metall i ha de tenir el gruix suficient per a suportar l'esforç mecànic de torsió i, sobretot, per a evitar les vibracions per ressonància. El remenador és la part que agita el fluid mitjançant el seu moviment. El recipient acostuma d'ésser cilíndric essent rarament és plana, tant per consideracions mecàniques com per facilitar el buidat i la neteja.

## Classificació

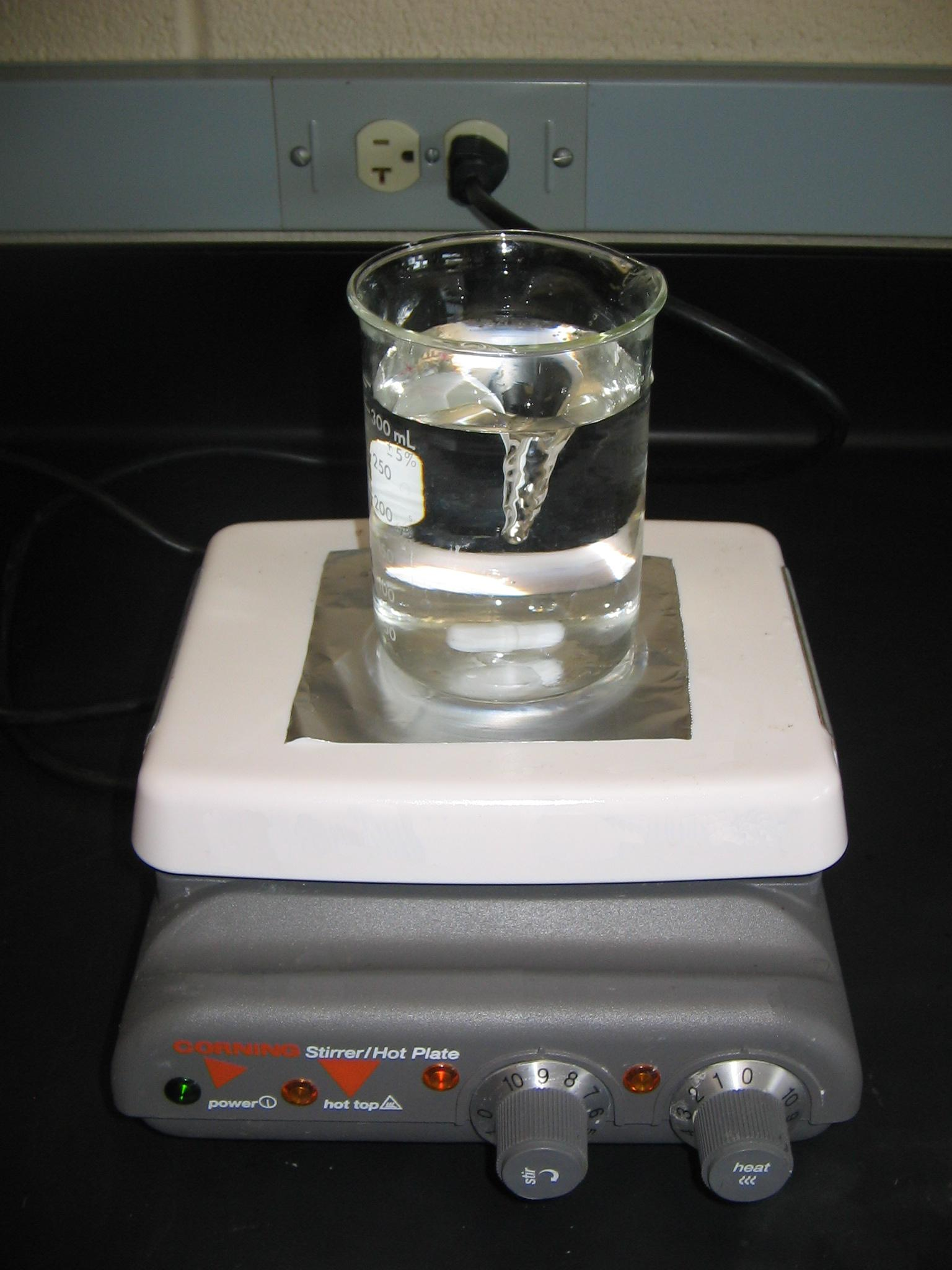
Una barra agitant una solució disposada sobre una graella calefactora amb agitació magnètica.

Els agitadors es classifiquen segons dues categories principals: agitadors per a barreja radial i parella barreja axial.
- La barreja radial produeix un moviment a nivell de l'agitador: el fluid parteix del centre del recipient, és impulsat per l'agitador cap a les parets, d'on és reexpedit al centre. Tipus d'agitador: Turbina, Àncora, Planxa, Reixeta, Impulsor
- La barreja axial produeix un moviment de la barreja a tot el recipient: l'agitador actua com una bomba que succiona el líquid al llarg del seu eix abans de la reexpedir-lo al fons. El líquid llavors és elevat al llarg de les parets i una vegada a la part superior del recipient és succionat cap al centre abans de descendir. Tipus d'agitador : Hèlix, Turbina de paletes inclinades, Banda agitadora.

Els agitadors industrials solen ésser subdividits en dos grans grups:
- Agitadors lents: amb una velocitat perifèrica inferior a 5 m/s, i una relació diàmetre agitador/diàmetre recipient superior a 1/3. són adequats per a remenar pastes i líquids d'alta viscositat. En destaquen els de pales, els d'àncora i els de braços.[1]
- Agitadors ràpids: amb una velocitat perifèrica superior a 6 m/s i una relació diàmetre agitador/diàmetre recipient inferior a 1/3. Són els més indicats per a accelerar les operacions de transferència de matèria, i per a crear o mantenir suspensions i emulsions. Donada la velocitat els agitadors ràpids formen un remolí d'una profunditat que augmenta amb la velocitat. Aquest fenomen és poc convenient perquè disminueix el volum útil del recipient i baixa l'eficiència de l'agitador; per tal d'evitar-ho es proveeix al recipient de pantalles deflectores o trencacorrents.[1]